# Dasycyptus dubius
Dasycyptus dubius là một loài nhện trong họ Salticidae.
Loài này thuộc chi Dasycyptus. Dasycyptus dubius được Lucien Berland & Millot miêu tả năm 1941.